# Eidsvoll (localitate)
Eidsvoll este o localitate din comuna Eidsvoll, provincia Akershus, Norvegia, cu o suprafață de 2,81 km² și o populație de 3.513 locuitori (2013).